# Traagheidsnavigatie

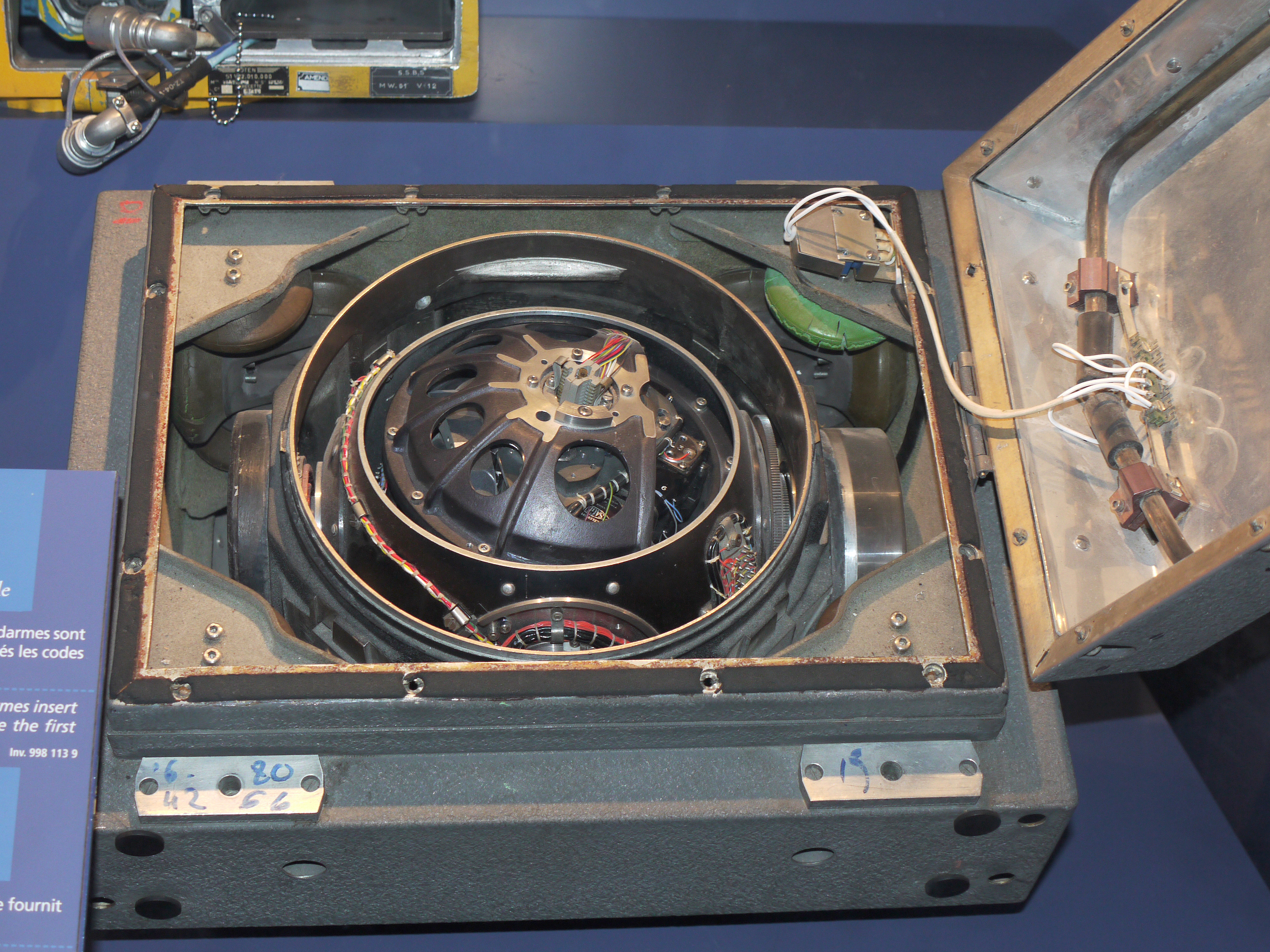
Traagheidsmeter van een S3-raket.

Traagheidsnavigatie is een methode van plaatsbepaling die gebaseerd is op het meten van de bewegingen van een object. Een groot voordeel is dat het niet afhankelijk is van externe factoren. Het eerste traagheidsnavigatiesysteem werd toegepast in de jaren vijftig op de USS Nautilus SSN571, de eerste nucleaire onderzeeboot. Traagheidsnavigatie wordt toegepast in raketten, vliegtuigen, schepen en bij routenavigatiesystemen.

## Werking
Als de snelheid van een voertuig bekend is, kan de afstand berekend worden aan de hand van de tijdsduur. De snelheid verandert echter continu. Dit kan ondervangen worden door de versnellingen die optreden te meten. Er zijn zes vrijheidsgraden:
drie rotaties:
- Slingeren (roll) (rotatie rond de langsscheepse as)
- Stampen (pitch) (rotatie rond de dwarsscheepse as)
- Gieren (yaw) (rotatie rond de verticale as)

drie lineaire bewegingen:
- Schrikken (surge) (langsscheepse beweging)
- Verzetten (sway) (dwarsscheepse beweging)
- Dompen (heave) (op- en neergaande beweging)

Doordat elk instrument een foutmarge heeft, zal gedurende het verstrijken van de tijd de onnauwkeurigheid van een traagheidsnavigatiesysteem toenemen. Door het te combineren met andere plaatsbepalingssystemen kan deze fout gereduceerd worden.

### Cardanisch opgehangen gyro-gestabiliseerde platformen
Bij een aantal systemen worden lineaire versnellingsmeters op een cardanisch opgehangen gyro-gestabiliseerd platform geplaatst. Het nadeel hiervan is dat er gebruik wordt gemaakt van kostbare mechanische precisieonderdelen. Meestal worden meerdere gyroscopen in een rechte hoek ten opzichte van elkaar geplaatst. Door de precessie van deze gyroscopen zal het platform stabiel blijven ten opzichte van draaiingen van het voertuig. De lineaire versnellingen kunnen eenvoudig opgeteld worden, aangezien het gestabiliseerde platform niet roteert. De rotaties kunnen eventueel gemeten worden aan de assen van de cardanische ophanging.
Het primaire navigatiesysteem van de raketten van het Apolloprogramma maakte gebruik van een 3-assen gyro-gestabiliseerd platform voor de Apollo Guidance Computer. Een groot gevaar hiervan is het optreden van gimbal lock, waarbij oplijning van twee of meer ringen ervoor zorgt dat er minder vrijheidsgraden van beweging beschikbaar zijn. Manoeuvres moesten voorzichtig uitgevoerd worden om gimbal lock te voorkomen.

### Gyro-gestabiliseerde platformen met hydrostatische lagers
Door het platform op te hangen in hydrostatische - of vloeistof - lagers, kan het probleem van gimbal lock ondervangen worden. Met relatief simpele computers kan een systeem met hoge precisie gemaakt worden.

### Vast bevestigde systemen
Doordat computers steeds kleiner en sneller werden, verviel de noodzaak om platformen cardanisch op te hangen. Door de rotaties te meten, kunnen de lineaire bewegingen gecorrigeerd worden voor richtingsveranderingen. Dit vereist duizenden updates per seconde, wat voor moderne computers geen enkel probleem is. De rotaties worden vaak gemeten met behulp van ringlasergyrokompassen. Met behulp van een Kalman-filter worden uitschieters uitgedempt.